# Paul Hörbiger
Paul Hörbiger, född 29 april 1894 i Budapest, Österrike-Ungern, död 5 mars 1981 i Wien, Österrike, var en österrikisk skådespelare. Hörbiger medverkade i över 250 tyska och österrikiska filmer. Han medverkade ofta i komedier och operettartade filmer.
1945 åtalades han för landsförräderi. Hörbiger hade först varit entusiastisk inför Anschluss 1938, men senare intagit en motsatt åsikt vilket framkommit för myndigheter mot slutet av andra världskriget. Något straff hann aldrig verkställas innan kriget tagit slut. 1969 tilldelades Hörbiger tyska filmpriset, Filmband in Gold, för sin karriär inom tysk film.

## Filmografi, urval
- 1928 – Spionen
- 1929 – Asfalt
- 1929 – Falska kyssar
- 1930 – Två hjärtan i valstakt
- 1931 – Wien dansar och ler
- 1931 – Snälla svärsöners snedsprång
- 1932 – Dollys kärleksknep
- 1932 – Kärlekspensionatet
- 1933 – Din för evigt
- 1933 – Prins Galenpanna
- 1938 – Blåräven
- 1938 – Tillbaka till hemmet
- 1939 – Förbjudna fruar
- 1940 – Muntra kyparna i Wien
- 1942 – Ett möte i natten
- 1948 – Ängel med basun
- 1949 – Den tredje mannen
- 1952 – 1 april år 2000
- 1955 – Autostradaligan
- 1956 – Hon glömde honom aldrig